# Betty Cantrell
Betty Cantrell, nome completo Baciliky Andris "Betty" Maxwell, (Warner Robins, 1º settembre 1994) è una modella statunitense.
Cantrell è nata il 1º settembre 1994 dai fisioterapisti Mike e Tassie Cantrell. Cantrell ha origini greche e tedesche e ha preso il nome dalla nonna greca, Baciliky (Βασιλική, Vasiliki) che significa "regalità". È cresciuta su 700 acri (280 ha) di terreno a Fort Valley, GA, ed è in grado di guidare un trattore John Deere di dimensioni reali, di arare e seminare i campi e di maneggiare un fucile.
È stata incoronata Miss Georgia 2015. Il 13 settembre 2015 è stata incoronata Miss America 2016. È la prima Miss Georgia ad essere incoronata Miss America dall'edizione 1953.